# Jakob Carmon
Jakob Carmon (* 2. März 1677 in Rostock; † 25. Juli 1743 ebenda) war ein deutscher Rechtswissenschaftler.

## Leben
Geboren als Sohn des Pfarrers an der Jakobskirche M. Heinrich Carmon und dessen Frau Anna (geb. Eibelürßen), stammte er aus einer Familie die ursprünglich im englischen Adel ansässig war. So war sein Vorfahre Walter von Carmano mit einer Baroness von Ramstein verheiratet und wurde von Heinrich VIII. in den Ritterstand erhoben. Am 10. Oktober 1682 wurde er bereits im Alter von 5 Jahren an der Universität Rostock immatrikuliert, ein damals in solchen Familienkreisen üblicher Vorgang. Am 30. Juni 1694 erneuerte er seine Matrikel und nahm schließlich ein Studium der Theologie auf, wechselte dann jedoch zu den Rechtswissenschaften. Am 19. November 1696 bezog er die Universität Königsberg und am 20. Dezember 1697 die Universität Jena. Im Anschluss an sein Studium wurde er 1704 Notar und Schreiber an der Rostocker Hochschule. In jener Zeit hielt er Vorlesungen und betätigte sich als Anwalt. Am 25. Oktober 1706 unterwarf er sich den gewöhnlichen Prüfungen zum Examen. Er wurde Prokurator am Rostocker Konsistorium und erhielt am 10. März 1707 den akademischen Grad eines Doktors der Rechte. Am 11. März 1712 wurde er außerordentlicher Professor der Rhetorik, erwarb am 23. Mai 1713 den philosophischen Magistergrad und wurde am selben Tag zum Poeta laurus ernannt. Am 22. Mai 1718 wurde er Präsident und Direktor des fürstlichen Hof- und Landgerichts. Am 14. Mai zum Vorsteher des Kreuzklosters und Professor der Pandekten. Er unterrichtete in Lehn und Staatsrecht und war für den herzoglichen Hof tätig. Nachdem er zehn Mal Dekan der juristischen Fakultät gewesen war, wurde er 1719, 1721, 1722, 1725, 1728, 1731, 1734 und 1740 Rektor der Rostocker Hochschule.

## Familie
In erster Ehe war er 1705 verheiratet mit Katherina Dorothea († 4. Dezember 1714), der Tochter des Pastors an der Domkirche zum heiligen Kreuz Dr. Heinrich Simon. Aus jener Ehe gingen drei Töchter hervor. Seine zweite Ehe ging er mit Gertrud Julia († 19. April 1738), der Tochter des Amtmanns in Schönberg Joachim Ernst Dittmar, ein. Diese Ehe blieb kinderlos.

## Werke (Auswahl)
1. Diss. de praeludiis torturae. (Präs. Johann Joachim Schoepfer) Rostock 1717
2. Rede auf das Absterben der Frau Varien zu Rostock. Rostock 1712
3. Nachruhm der Frau A. M. Stockmannin. 1715
4. Rede von dem hochfürstlichen Mecklenburgischen im Altertthume gegründeten und in Sr. Regierenden hochfürstlichen Durchlaucht bei schönster Erweiterung erfreulichst gesehehenen hohen Tugend und Ehrenschein. 1703
5. Oratio de nomine druorum, non fine omine. 1714
6. De palladiis ciuitatum. Rostock 1715
7. Rede von der angenehmen Winterwitterung. 1716
8. Oratio de Luthero vitro nec vitro. 1717
9. Rede von den Vorrechten der lutherischen hohen Reichsstände. 1717
10. Rede auf den Geburtstag Herzog Friedrich Wilhelms, von der mit den angehenehmsten Farben lieblich spielenden Sonne.1713